# Scharmer Kloosterpolder
Scharmer Kloosterpolder is een voormalig waterschap in de provincie Groningen.
De polder lag rond het dorp Scharmer. De noordoostgrens lag grotendeels ten zuiden van de Rijpmaweg, de zuidoostgrens ten zuiden van de Woudbloemlaan en op de Herenlaan. De zuidwestgrens kwam overeen met de Borgweg en de Bieleveldslaan, de noordwestgrens lag bij de Hoofdweg en het Nieuwe Rijpmakanaal. Het deel ten zuidwesten van de Hoofdweg wordt tegenwoordig geheel ingenomen door de bebouwde kom van Harkstede en Scharmer en de Borgmeren. De molen van de polder stond in de noordelijke punt van het schap en sloeg uit op het Nieuwe Rijpmakanaal, die in het Slochterdiep uitmondde.
Waterstaatkundig gezien ligt het gebied sinds 2000 binnen dat van het waterschap Hunze en Aa's.